# Distretto di Longgang (Huludao)
Il distretto di Longgang (龙港区S, Lónggǎng QūP) è un distretto della Cina, situato nella provincia di Liaoning e amministrato dalla prefettura di Huludao.